# 龙海镇 (安仁县)
龙海镇，是中华人民共和国湖南省郴州市安仁县下辖的一个乡镇级行政单位。

## 行政区划
龙海镇下辖以下地区：
龙海村、茨冲村、万田村、官陂村、水龙村、石岭村、芙蓉村、唐古村、山塘村和平山村。